# 古爾比德馬拉迪河

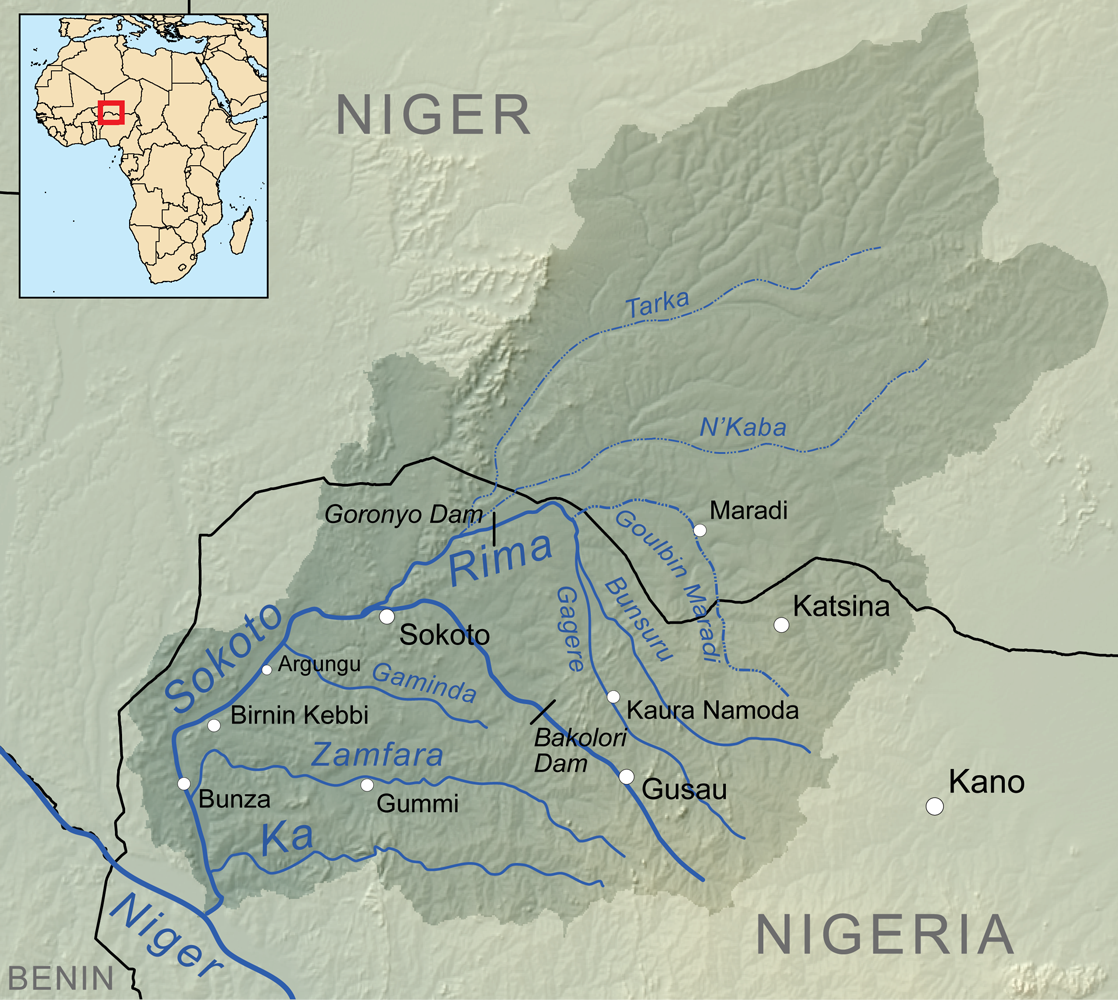

古爾比德馬拉迪河是非洲中西部的河流，位於尼日爾和尼日利亞接壤的邊境，處於尼阿美以東500公里，每年平均降雨量525毫米。